# Mistrzostwa Polski w Podnoszeniu Ciężarów 1991
Mistrzostwa Polski w Podnoszeniu Ciężarów 1991 – 61. edycja mistrzostw, która odbyła się we Władysławowie w dniach 19-21 kwietnia 1991 roku.

## Wyniki
| Konkurencja: | Złoto:                                   | Wynik             | Srebro:                                   | Wynik             | Brąz:                                  | Wynik             |
| 52 kg        | Stanisław Miklas Olimpia Częstochowa     | 205 (92,5+112,5)  | Henryk Rok Światowit Myszków              | 205 (90+115)      | Krzysztof Piliszko Polbut Przemyśl     | 202,5 (90+112,5)  |
| 56 kg        | Jarosław Rogielski Śląsk Tarnowskie Góry | 220 (102,5+117,5) | Jacek Warot Olimpia Częstochowa           | 217,5 (100+117,5) | Tadeusz Racinowski Góral Żywiec        | 212,5 (97,5+115)  |
| 60 kg        | Marek Gorzelniak Śląsk Wrocław           | 265 (115+150)     | Stanisław Szarek WLKS Siedlce             | 247,5 (112,5+135) | Andrzej Modrzyński Górnik Siemianowice | 247,5 (112,5+135) |
| 67,5 kg      | Marek Seweryn Śląsk Tarnowskie Góry      | 292,5 (130+162,5) | Bogdan Bakuła Śląsk Tarnowskie Góry       | 285 (130+155)     | Andrzej Kiliś Zagłębie Wałbrzych       | 267,5 (122,5+145) |
| 75 kg        | Andrzej Cofalik Górnik Czerwionka        | 325 (150+175)     | Marek Zielonka LKS Terespol               | 315 (142,5+172,5) | Dariusz Skrzypczak Zagłębie Wałbrzych  | 312,5 (145+167,5) |
| 82,5 kg      | Włodzimierz Chlebosz Śląsk Wrocław       | 355 (155+200)     | Hilary Cofalik Górnik Czerwionka          | 330 (150+180)     | Jan Żółkowski WLKS Siedlce             | 317,5 (142,5+175) |
| 90 kg        | Sławomir Zawada Zawisza Bydgoszcz        | 375 (170+205)     | Andrzej Piotrowski Budowlani Opole        | 347,5 (160+187,5) | Mariusz Sułecki Zawisza Bydgoszcz      | 345 (160+185)     |
| 100 kg       | Włodzimierz Ostapski Zagłębie Wałbrzych  | 370 (165+205)     | Waldemar Malak Lechia Gdańsk              | 365 (165+200)     | Sylwester Ostrowski Śląsk Wrocław      | 340 (157,5+182,5) |
| 110 kg       | Piotr Banaszak Zawisza Bydgoszcz         | 387,5 (177,5+210) | Dariusz Osuch Światowit Myszków           | 355 (160+195)     | Marek Nowacki Pogoń Łapy               | 340 (160+180)     |
| +110 kg      | Stanisław Małysa Legia Warszawa          | 362,5 (165+197,5) | Wojciech Piechowiak Budowlani Nowy Tomyśl | 345 (155+190)     | Mirosław Sikorski WLKS Siedlce         | 342,5 (150+192,5) |